# Тенагинон Проб
Тенагинон Проб (лат. Tenagino Probus) — римский политический деятель конца III века.
Проб скорее всего происходил из Северной Италии. Карьеру он начал президом Нумидии в 268—269 годах. Затем, при Клавдии II Готском Проб был назначен префектом Египта. В его правление армия пальмирской царицы Зенобии под начальством полководца Септимия Забды захватила Египет при поддержке Тимагена. Проб, который воевал с пиратами, срочно прибыл в провинцию и выбил пальмирцев. Однако Тимаген собрал новую армию, и в сражении с ним Проб потерпел поражение, был пленен и покончил жизнь самоубийством.